# پاک الکترون
پاک الکترون (انگلیسی: PEL) شرکت الکترونیک پاکستانی است، که در سال ۱۹۵۶ تأسیس شد.